# Prairie Lodge Trailer Court
Prairie Lodge Trailer Court est une communauté située dans la province d'Alberta, dans le centre-est.